# La Cruciada
La Cruciada es una casería que pertenece a la parroquia de Serín en el concejo de Gijón (Principado de Asturias). Se encuentra a 107 m s. n. m. y está situado a 13,80 km de la capital del concejo, Gijón. 

## Población
En 2020 contaba con una población de 34 habitantes (INE 2020) repartidos en 12 viviendas.